# Karabin Walther WA 2000
WA 2000 – niemiecki karabin wyborowy.

## Historia
Karabin WA 2000 został skonstruowany na początku lat 70. XX wieku w niemieckiej firmie Carl Walther Waffenfabrik. Była to niekonwencjonalna konstrukcja zbudowana w układzie bullpup. Karabiny WA 2000 były produkowane ręcznie, dzięki czemu miały wysoką celność, ale jednocześnie wysoką cenę. W latach 80. cena fabrycznie nowego WA 2000 na rynku amerykańskim wahała się w granicach 9000$-12 000$.
Wysoka cena była powodem znikomego popytu na tę broń, w rezultacie pod koniec lat 80. produkcję WA 2000 wstrzymano. Według różnych źródeł wyprodukowano od 72 do 176 karabinów WA 2000. Karabin był produkowany w wersjach kalibru .300 Winchester Magnum, 7,62 x 51 mm NATO i 7,5 x 55 mm. Wyprodukowane karabiny są nadal używane.

## Opis
Karabin WA 2000 jest indywidualną bronią samopowtarzalną zbudowaną w układzie bullpup. Zasada działania oparta na wykorzystaniu energii gazów prochowych odprowadzanych przez boczny otwór lufy. Ryglowanie przez obrót zamka (zamek z siedmioma ryglami). Mechanizm spustowy umożliwia strzelanie ogniem pojedynczym. Zasilanie z magazynków pudełkowych o pojemności 6 naboi. Broń jest wyposażona w celownik optyczny, standardowo Schmidt-Bender 2,5-10 x 56. Karabin jest wyposażony w dwójnóg. 